# Trinchesia genovae
Trinchesia genovae is een slakkensoort uit de familie van de Trinchesiidae. De wetenschappelijke naam van de soort is, als Cratena genovae, voor het eerst geldig gepubliceerd in 1929 door O'Donoghue.

## Beschrijving
Deze zeenaaktslak kan ongeveer 10 mm lang kan worden. De rinoforen zijn glad en de orale tentakels zijn kort. De cerata zijn gerangschikt in 4 of 5 groepen, aan elke kant, de eerste met maximaal drie rijen en de rest met slechts één. De kleur van het lichaam is doorschijnend geelachtig, op sommige plaatsen bedekt met een ondoorzichtige witte pigmentatie. Een gele longitudinale lijn valt op in het midden van het dorsale deel en oranje lijnen zijn lateraal te zien. De orale tentakels zijn doorschijnend met oranje uiteinden. De cerata's hebben een doorschijnende top en net onder een gele of crèmekleurige band.

## Verspreiding
De Trinchesia genovae is zeldzaam op de Britse Eilanden, de enige records zijn van Lough Hyne, Bantry Bay en Galway Bay in het zuidwesten van Ierland. Deze soort wordt voornamelijk gevonden tussen massa's aangroeiende zakpijpen, kleine hydroïdpoliepen en Tubularia-soorten op drijvende structuren en lijnen. De precieze voedselbehoefte is niet bekend.